# 1322
1322. је била проста година.

## Догађаји

### Јануар
- 6. јануар — У манастиру Жича крунисан је српски краљ Стефан Урош III Дечански.

### Септембар
- 28. септембар — Битка код Милдорфа

### Октобар
- 13. октобар — Војска шкотског краља Роберта I у бици код Биланда тешко је поразила енглеске трупе краља Едварда II, што је присилило Енглеску да призна независност Шкотске.

## Смрти

### Јануар
- 3. јануар — Филип V Високи, краљ Француске. (*1293)